# なごみ (AV女優)
なごみ（1994年6月19日 - ）は、日本の元AV女優。マインズ所属。

## 略歴・人物
東京都出身。
2014年8月25日、kawaii*の専属女優としてデビュー。
2015年より専属を離れ企画単体女優として活動。
2017年9月、SODクリエイトの専属女優となる。また、同社のレーベル「エントリー」の作品PR大使にも就任。
2018年7月、バンビプロモーションに所属事務所を移籍し「天月叶菜（あまつき かな）」に改名。
2018年8月31日をもってSODクリエイト専属兼エントリーPR大使を卒業。
2018年9月16日、フェチ博覧会&即売会「フェチフェス14」にマックス・エー&トイズハートブースのトイズハート側売り子として初参加。
2020年1月31日、自身のInstagramにて、事務所からの退所とAV女優引退を発表した。

## 出演作品

### アダルトDVD

#### 「なごみ」名義
2014年
- なごみ kawaii*専属AVデビュー!!（8月25日、kawaii*）
- AV業界の洗礼!?新人なごみにドッキリ羞恥大作戦 恥ずかしさと快感は紙一重♥（9月25日、kawaii*）
- 田舎のおじちゃんに連れ回されて!!（10月25日、kawaii*）
- 突撃!?隣のビンボーさん! なごみと亜衣が貧乏さんのお家でプライスレスな思い出作り（11月25日、kawaii*）

2015年
- 繰り返される。リアルな不純異性交遊。（1月1日、ミニマム）
- ママは知らない… 思春期の娘とパパの歪んだ愛の日常。 仲良し姉妹編 1フサ1無毛（2月1日、ミニマム）
- 生まれて初めてのおしり。 アナルはもう一つのマ○コだと教えられる。（3月1日、ミニマム）
- 人間観察ドキュメント Vol.18 ネットで話題の個人レッスン出張サービス。を、行っている美人講師を強引にヤる。（4月1日、プレステージ）
- 僕を疑い、恥をかかせた強気で生意気な女子校生を全裸にして謝罪要求!それでも自分の非を認めたくないのか!?チ○コを挿れてもツン顔でイキ我慢!（4月1日、DOC）
- パパは知らない銭湯ロリ痴漢（4月9日、ナチュラルハイ）
- 微乳で美乳限定S級素人（4月10日、S級素人）
- ギュっとして一緒にイって つま先にギュっと力を入れてイクふんわり美少女。（4月13日、無垢）
- 「私の趣味はセックスです」純真無垢なロリ美少女は、エッチのために変態オヤジを監禁する（4月13日、ジェントルマン）
- 水泳部の男子部員は、俺ひとりだけ。（4月22日、プレステージ）
- 通学バスでキモメン達に唾を飲むまで何度もイカされ屈してしまう女子高生（4月23日、ナチュラルハイ）
- 絶対美少女 真正中出し解禁!（4月25日、本中）
- 泣きじゃくり 泣き虫美少女・涙ぼろぼろイラマチオ（5月2日、ドリームチケット）
- 合コンお持ち帰りSEX ガチ素人スペシャル 2（5月8日、S級素人）
- ツインテール・マニア（5月13日、オーロラプロジェクト・アネックス）
- ド田舎の川辺で無垢な女の子に悪戯してそのまま近くの温泉で乱交しちゃいました。3（5月19日、キチックス）
- 肛門診療所 4（5月21日、グローリークエスト）
- 下校途中のロリ姉妹を2段式特殊エステベッドで同時凌辱!上下段でお互い犯される姿が見えてしまい恥ずかしいけど声が出てしまう姉妹達!!（5月22日、SCOOP）
- 超孕ませ W美少女種付け奴隷契約（5月25日、本中）
- 恋する黒髪 黒髪ロリ美少女のSEX事情（6月1日、S-Cute）
- 制服美少女と性交（6月5日、ドリームチケット）
- 中出し大好き!妹とJKとおうちで淫乱交（6月7日、ゴールデンタイム）
- 「あなたよりオッパイの大きなお友達紹介してくれませんか!?」 可愛い素人さん限定!! ザ・わらしべ巨乳ナンパ!!（6月12日、S級素人）
- THE中出し強姦村 秘境で毎年種蒔きの時期に行われる大人たちから少女へのヒミツの儀式（6月19日、キチックス）
- ド田舎の川辺で見つけた生まれたての妖精 アナル生SEX（6月19日、キチックス）
- 生中出し女子校生4時間 Special Selection Vol.4（7月10日、BAZOOKA）
- 素人ナンパ!! とりあえず素股までが間違えてチ●ポがズボリッ!! Part.4（7月24日、S級素人）
- お父さんが好きすぎて、ママからパパを寝取る娘二人（7月24日、宇宙企画）
- 「おにいちゃん、汗ふいて」 エアコンが壊れて汗だくになった甘えんぼの美少女達。汗透けピンク乳首にプッツンした僕は、そのまま濡れ濡れ貧乳を揉みまくり!あまりにいいなりなもんだから中出し4回してやりました!（7月24日、SCOOP）
- おじさんぽ 08 【全身性感帯】乳首でイクほど感じる美人妻と… AVよりエロいエッチ見たくない?思わずぎゅっとしたくなる可愛い幼妻と下町探索お散歩デート。おじさんに足を絡めて中出しさせる奥さんの敏感反応がヤバい!（7月25日、ビッグモーカル）
- チ○ポバカの女 なごみの穴わ中出し専用巨根ダイスキバカマ○コデス（7月25日、本中）
- イラマチオ 最後は、のど射（8月13日、MOODYZ）
- なごみ式 性のお悩み解決しますッ! 徹底奉仕&介護で早漏・遅漏・勃起不全をエロで克服するのだ（8月13日、HERO）
- ガチ本物精子ぶっかけ 123発 ザーメンゲリラ豪雨 BUKKAKE JAPAN代表 なごみ（8月14日、FIRST STAR）
- 天然妹系美少女なごみにNONSTOP3穴同時中出し（8月21日、TMA）
- おしっこビアガーデン（8月21日、レイディックス）
- じゅるばぷぁっぶごぼごぉぼぐっぼぐっばぷっ フェラ音 3（8月21日、SEX Agent）
- さきっちょ集中!亀頭フェラ部員 ねろりねろりと先端を包み込み、ちろりちろりと尿道を這う。そう、私たちは常に先っぽ狙い。（8月21日、SEX Agent）
- サッカー部マネージャーの女子校生とSNSで知り合ったキ○ガイ男との変態記録!!（8月25日、豊彦）※「小山田まい」名義
- 美少女8人が貴方だけに愛を囁きながら、赤面ストリップ 入浴ヌルヌル洗体 ズボズボ指入れ痙攣オナニー（8月28日、宇宙企画）
- 「汚れを知らない。」への裏切り行為（8月28日、バルタン）
- 【限定共演】 第22回 MOODYZファン感謝祭 バコバコバスツアー2015 1泊2日でイクッ!夢の大乱交AVオールスターズ!（9月1日、MOODYZ）※AV OPEN 2015 総合グランプリ・企画部門1位・DMM.R18配信売上賞1位
- シ十物語 〜AV女優に逢いたくて〜（9月1日、バルタン）※AV OPEN 2015 素人部門エントリー作品
- 憧れの先輩とレズれ! 〜初めてのレズは大好きな亜衣ちゃんと〜 初レズW解禁!!（9月1日、レズれ!）※AV OPEN 2015 マニア・フェチ部門エントリー作品
- 友達の妹達を兄の目の前でパックンチョ! だって僕のモロタイプなうえにスカート短すぎでパンツ丸見えなんだもん。欲求に負けて手を出したら、意外にも僕のチ○コ求めてきちゃったよ!（9月10日、SWITCH）
- 【エロ注意】人間をペットにしてセクロスwww ロリ顔でドSとか神熱ンゴッッww なごみの自由奔放・傍若無人イクまで満足しない性癖曝したった（◎o◎）/（9月11日、FIRST STAR）
- 潮吹き美少女2穴OK生中出しソープ（9月13日、MOODYZ）
- ブルマ尻コキ女子校生 5 汗と太陽と教室の追憶、青春の輝きにチ○ポを擦りつけ大興奮する悦び（9月18日、SEX Agent）
- たべごろ 超淫乱つるぺた少女と一泊二日の淫行中出し旅行（9月18日、たべごろ）
- パパに中出し10回されました。（9月25日、宇宙企画）
- ご注文はこの娘ですか?（9月25日、TMA）
- 姪っ子姉妹 〜帰省した7日間のなごみとゆずかの記録〜（9月25日、I.B.WORKS）
- 和炉 〜未だ残る昭和の街並みと小さなふくらみ〜（9月25日、I.B.WORKS）
- 放課後肉便器 3人目（9月25日、豊彦）※「小山田まい」名義
- 制服の下のエッチな好奇心（10月1日、S-Cute）
- 私、本名でセックスしてました。（10月2日、無名時代）
- 今まで味わった事のないレズテクで寝取られて…。（10月7日、ビビアン）
- 美少女イラマチオ奴隷（10月9日、REAL）
- 恥ずかしいから、ママにはブラを買ってと言い出せなくて… 突然の大雨で発育途中の小さな胸がノーブラ濡れ透け状態になってしまった少女 東京都練馬区在住 なごみ(1●歳)（10月9日、宇宙企画）
- 3穴奉仕家政婦さん（10月13日、MOODYZ）
- レ×プ合法化2穴中出し学園（10月13日、MOODYZ）
- ふたなり×ふたなり 大量射精&大量潮噴き ふたなりが当たり前の世界の撮影現場はメチャメチャ過ぎてもう大変っ! ナース編（10月19日、Rookie）
- 快感で激しく痙攣。覚醒する性。（10月19日、TEPPAN）
- うまくいき過ぎてビックリ! セックス出来ちゃいました!! 兄妹のように育った可愛い年下の幼馴染が最近女の体になってきた。そんな彼女を見てどうしてもエロい事をしたいと思い始めてしまったボクが思いついたのは、目隠しをして唇に触れたものが何か当てるというゲームでした。 少々強引過ぎたかと思ったけど、無邪気な彼女はやろうやろうとノリノリで即OK。最初は指や肘などソフトな部分から次第に際どい部分を唇に押し当てていくボク。分かりにくい時は舐めて確かめてもいいという都合のいいルールをぶっ込み、意を決して勃起したチ○ポを幼馴染のプルンプルンの唇に押し当てたら、首をかしげながらチロチロとボクのパンパンになった亀頭を舐めだしました。（10月22日、Hunter）
- 女子校生スクール中出し乱交 〜放課後の教室で乱交した思い出 2〜（10月23日、TMA）
- 愛娘を孕むまで犯す実父の近親相姦投稿映像（10月23日、青空ソフト）
- 監禁陵辱銀行 犯されてる私を見ないで（10月30日、Eドラ!）
- 妄想アイテム究極進化シリーズ 羞恥悪戯! 着せ替えあやつり人形 〜女のカラダを自由に操れる着せ替えフィギュアでハレンチ強制コントロール〜（11月12日、ROCKET）
- 幼馴染とHごっこで素股状態!でヌルヌル“ズボ” 小中そして高校生になった今も女の子に全くモテないボクとは対照的に幼馴染はクラスでマドンナ的存在に!!学校では奥手で真面目ぶっているが実は超スケベでHな事に興味津々!!興味あるくせにビビリなもんだから「Hごっこしよう!」と言ってボクでHな事を色々試そうとするんです!ある日、Hごっこだった遊びがエスカレートして素股状態に!!幼馴染の腰の動きが止まらなくなり僕も気持ちよくなり腰を動かしていたら「ダメ、ダメ、それ以上動いたら入っちゃうそれじゃSEXになっちゃう」と息を荒くして… 2（11月12日、Hunter）
- 天使のアナル W中出し（11月13日、REAL）
- 乱交でレズれ!（11月19日、レズれ！）
- 超・女体観察 禁断の女体図鑑! 自然界最高峰とも云える生々しい人体アート14名（11月20日、SEX Agent）
- 女子大生限定 徹底調査! 友情VS性欲 男女の友達同士が密室に2人っきり! エローい雰囲気になるよう仕向けたら最高に燃え上がり遂には初のナマ中出しまでしちゃいました!（11月25日、ナンパJAPAN）※「もえ」名義
- ツインテール貧乳ニーハイ美少女に中出し 〜絶対領域の美少女たちに大量中出し〜（11月27日、TMA）
- 撮影現場のカメラの前でおしっこをするAV女優 2（12月2日、グローリークエスト）
- お風呂に入ってたら、遊びに来てた従姉妹と妹が「私も一緒に入る!」とやって来て、バスタブはおっぱいとマ●コで超過密、密着チ●コでカッチカチになっちゃった。（12月10日、SWITCH）
- 女子校生強制中出し 6（12月11日、TMA）
- 無知な近所の子・教え子・義妹 くぱぁ〜マ○コにずっとハメられ続け何回もガマンイキするお漏らしっ娘（12月15日、ロータス）
- 巨乳人妻の癒しご奉仕マッサージ（12月24日、アイエナジー）
- 転校した先の寮は、なんと女子寮でパンチラ祭状態。 クラスメイトからエッチを求められて精子スッカラカンです。（12月24日、SWITCH）
- 女子校生、全員に膣内射精中出し4時間（12月25日、S級素人）

2016年
- 背徳の近親交尾 第四章（1月1日、ロリ専科）
- 血を吸う女（1月7日、アタッカーズ）
- 夜勤中に居眠りしている看護師を夜這いしちゃった俺 4（11月10日、アキノリ）

2017年
- SODロマンス ママが犯された教室 ～私は娘の同級生たちに輪姦されメスになった～（7月6日、SODクリエイト）※「星野なごみ」名義
- SODファン大感謝祭! 1日限りの限定オープン! Fカップ以上の巨乳女優が集まる本番も出来るおっぱいパブ（11月16日、SODクリエイト）
- フェラチオマニアのリクエストに全てお応えします!癒しのテクで精子がすっからかんになるまでたっぷりイカせてあげる SOD専属 なごみ（11月16日、SODクリエイト）

2018年
- 性欲処理専門 セックス外来医院 真正中出し科 微笑み美人な人妻看護師密着スペシャル（2月8日、SODクリエイト）※「星野なごみ」名義
- SODファン大感謝祭!ご主人様、どのおしりが好みですか？いつでも好きなだけ触り放題揉み放題 顔騎・W尻コキ・おしりビンタは当たり前!常におしり丸出しメイド喫茶（※素人男性32名参加）（3月8日、SODクリエイト）
- SODリベンジ射精人式 ～「童貞卒業の日」に苦い思い出がある皆様へ生SEX真正中出しをプレゼント～（5月10日、SODクリエイト）
- ガチ童貞素人限定! あなたの自宅で4人の美少女が突撃ハーレム筆下ろし♪ しかも真正中出しスペシャル!!（8月23日、SODクリエイト）
- AV撮影現場で時間停止! 素人男性に知らない間に射精されていたAV女優10人（9月6日、SODクリエイト）
- 発情期の小悪魔女子校生に犯されまくりたい!（12月19日、ドグマ）

#### 「天月叶菜」名義
2018年
- ミライから来たワタシがこんなオバさんなんて嫌っ!!（10月11日、ROCKET）
- 小悪魔S女が声を出せない状況で痴女ってくる!（11月7日、MEGAMI）
- 体液滴る猥褻男犯 寸止め・チクビ・逆交尾（11月13日、M男パラダイス）
- 卒業式直後の処女女子●生応援プロジェクト! ずっと憧れていた先生に想いを告白して、思い出作りのハグ、ファーストキス体験、メモリアルヌード! 「大人になるまで待って」と言われたけれど… フル勃起&ぐしょ濡れパンティのご両人は、気持ちを抑えきれずに禁断の生中出しSEX!（11月23日、赤面女子）
- いつでもどこでも時間停止して中出しできる学園III（12月1日、MOODYZ）
- 会社一男気のある課長が実は女体化したことを知ってしまった部下OLの私（12月6日、ROCKET）
- フレッシュ人妻ノンフィクション絶頂ドキュメンタリー!! 滅茶苦茶に輪姦されたいドM介護士 31歳 かなさん（12月7日、マドンナ）※「かな」名義
- シロウト女子個人撮影ハメ撮り日記 従順女子大● かなちゃんCかっぷ（12月22日、シャーク）※「かな」名義

2019年
- ROCKET11周年ユーザーリクエスト祭り おなら変態洗脳大作戦 くっさいおならでみんなをシモベに!（2月7日、ROCKET）
- 強姦と和姦の境界線。女として生きている以上、疼いてしまう時があって。あなたのアレが大きくなかったらわたしこんなに濡れないのに…（2月22日、キネマ座）
- 珍棒館 壁ち●ぽの館に迷い込んだ卒業旅行中の女子大生6人組（3月1日、MOODYZ）
- 常に性交人妻ハーレムエステ（4月11日、アイエナジー）
- 男友達に連れ込まれたオフ中のAV女優 天月叶菜（25） 素のSEX隠し撮り（5月13日、コレ彦/妄想族）
- まさかノーブラ!? 貧乳美人店員がコリコリに勃った乳首に気付かず働く姿に興奮してしまい… 3（5月17日、プレステージ）
- 産婦人科痴漢!! 8  何も知らない幼な妻に治療と称して中出しまでっ!!（7月5日、LEO）
- 見た!娘の痴態 天月叶菜（9月13日、FAプロ）
- パンスト痴女 ～匂い立つ蒸れたパンスト美脚に犯●れたい～（9月19日、M男パラダイス）
- ボクのペットは可愛い子猫ちゃん! 子猫ちゃんはとてもお行儀が良く、躾もしっかり! 猫砂の上でちょっと恥ずかしそうにオシッコもします。（11月7日、ゴールデンタイム）
- 「もうやめてください!」 言うものの鬼畜な痴●男の超絶指技で敏感乳首を弄繰り回される快楽に負けてしまい電車内でイカされ堕ちてしまう人妻たち…（11月27日、グラフィティジャパン）
- 制服の割れ目に無慈悲にくいこむ股縄責め（12月7日、シネマジック）
- 居酒屋ナンパ痴● 5（12月27日、グラフィティジャパン）

2020年
- 隣の家に苦情を言いに行ったら逆切れされ犯●れてしまった奥様の件…2章（1月27日、グラフィティジャパン）
- 愛し合う2人はレズ・カップル同棲中 接吻と愛撫で淫靡な毎日（3月12日、ヒビノ）

### イメージDVD

#### 「なごみ」名義
- Nagomi 天然魅惑ガール（2014年11月6日、REbecca）

#### 「月見叶菜」名義
- Two faced lover…（2019年1月28日、CRANE）

## 写真集
- おもてなし（2015年1月25日、彩文館出版）

## WEBテレビ
- DTテレビ #14（2018年1月14日、AbemaTV） - 「DTスナイパー」として出演